# Albiorix parvidentatus
Albiorix parvidentatus är en spindeldjursart som beskrevs av Chamberlin 1930. Albiorix parvidentatus ingår i släktet Albiorix och familjen Ideoroncidae. Inga underarter finns listade i Catalogue of Life.